# Portugal International 2014
Die Portugal International 2014 fanden vom 6. bis zum 9. März 2014 im Centro de Alto Rendimento de Badminton in Caldas da Rainha statt. Es war die 49. Auflage dieser internationalen Titelkämpfe von Portugal im Badminton.

## Sieger und Platzierte
| Disziplin    | Gold                             | Silber                          | Bronze                              |
| ------------ | -------------------------------- | ------------------------------- | ----------------------------------- |
| Herreneinzel | Rei Sato                         | Beryno Wong Jiann Tze           | Raul Must                           |
| Herreneinzel | Rei Sato                         | Beryno Wong Jiann Tze           | Adi Pratama                         |
| Dameneinzel  | Sandra-Maria Jensen              | Anna Thea Madsen                | Fabienne Deprez                     |
| Dameneinzel  | Sandra-Maria Jensen              | Anna Thea Madsen                | Fontaine Chapman                    |
| Herrendoppel | Kazuki Matsumaru Izumi Okoshi    | Martin Campbell Patrick MacHugh | Loke Kok Pong Beryno Wong Jiann Tze |
| Herrendoppel | Kazuki Matsumaru Izumi Okoshi    | Martin Campbell Patrick MacHugh | Kasper Antonsen Oliver Babic        |
| Damendoppel  | Sarah Thomas Carissa Turner      | Rebekka Findlay Caitlin Pringle | Jenny Moore Victoria Williams       |
| Damendoppel  | Sarah Thomas Carissa Turner      | Rebekka Findlay Caitlin Pringle | Šárka Křížková Kateřina Tomalová    |
| Mixed        | Roman Zirnwald Elisabeth Baldauf | Jeppe Ludvigsen Mai Surrow      | Alberto Zapico Haideé Ojeda         |
| Mixed        | Roman Zirnwald Elisabeth Baldauf | Jeppe Ludvigsen Mai Surrow      | Jesús Lorenzo María Márquez Díaz    |